# Конвой SO-105 (вересень 1943)
Конвой SO-105 (вересень 1943 року) — японський конвой часів Другої світової війни, проведення якого відбувалось у вересні 1943 року.
Конвой сформували у важливому транспортному хабі японців Палау (на заході Каролінських островів), а місцем його призначення був Рабаул — головна передова база в архіпелазі Бісмарка, з якої провадились операції на Соломонових островах та сході Нової Гвінеї.
До конвою SO-105 увійшли транспорти «Тайто-Мару», «Мексіко-Мару», «Тайан-Мару», «Тотай-Мару» та «Явата-Мару». Ескорт на початковій ділянці маршруту наразі неідентифікований, проте відомо, що в якийсь момент до охорони конвою SO-105 узялись мисливці за підводними човнами CH-18 та CH-37, котрі 11 вересня вийшли для цього з Рабаула.
11 вересня 1943 року судна конвою полишили Палау та попрямували на південний схід. Хоча в цей період конвої до Рабаула ще не стали об'єктами атак американської авіації, проте серйозну загрозу для них становили підводні човни. Утім, конвой SO-105 зміг безперешкодно пройти своїм маршрутом та опівдні 18 вересня 1943 року прибув до Рабаула.
Можливо відзначити, що у грудні 1943 року між Палау та Рабаулом пройде ще один конвой із таким саме номером SO-105.